# XXV (Pallas)
XXV is een studioalbum van Pallas, XXV is het vervolg op een van hun eerste albums The sentinel. Het album week af van de albums die Pallas hiervoor maakte. De bombastische composities zijn gebleven, maar soms is het tempo aanmerkelijk opgeschroefd. Het gaf het album een soms wat gehaast karakter terwijl de muziek ook ijler klonk, dan in het verleden. De wijziging in stijl werd niet door alle fans gewaardeerd, doch anderen uit de wat steviger klinkende muziek vonden de wijziging juist wel in hun straatje passen. De band klonk af en toe als Rush.
Niet alleen de thematiek sluit aan bij The sentinel; in de diverse stukken zitten muzikale citaten uit nummers als Atlantis (voorbeeld de dalende intervallen). XXV heeft betrekking op de afstand tussen de albums The sentinel en dit album. De termijn werd echter opgerekt, de band moest op zoek naar een nieuwe zanger. Dat op zich heeft een eigenaardigheid. Zowel The sentinel als XXV heeft niet Alan Reed als zanger, die in de tussentijd wel als zanger van de band optrad. De problemen ontstonden in de jaren 2008 en 2009. Alle bandleden waren woon/werkzaam in Aberdeen terwijl Reed in Londen verbleef. In de aanloop naar het album vroeg de band steeds of Reed naar Aberdeen wilde komen, maar die deelde mee andere verplichtingen te hebben. Toen ook bleek dat hij wel vrij zei te zijn, maar vervolgens aan de slag ging met Neo en Clive Nolan was eigenlijk de maat al vol. Toen er eind 2009 gezamenlijk wel een aantal optredens gedaan kon worden, maar Reed niet wilde dat er opnamen gemaakt werden, liep de spanning verder op. Voor de opnamen van XXV wilde Reed in januari 2010 geen tijd vrijmaken, terwijl hij wel verderging met Nolan. Er volgde een vechtsessie op internet, maar de breuk was definitief. Voorts moest Pallas op zoek naar een nieuw platenlabel. InsideOut Music zat in de problemen, maar Pallas kon onderdak krijgen bij een afsplitsing van InsideOut, Mascot Records.   
Er verschenen drie versies van het album: compact disc, compact disc met dvd en langspeelplaat. 

## Musici
- Paul Mackie – zang
- Niall Matthewson – gitaar
- Graeme Murray – basgitaar
- Ronnie Brown – toetsinstrumenten
- Colin Fraser – slagwerk

## Muziek

### Cd
De compact disc is opgenomen in de studio van Pallas te Crathes, Aberdeenshire

| Nr. | Titel                                    | Duur |
| --- | ---------------------------------------- | ---- |
| 1.  | Falling down                             | 7:29 |
| 2.  | Crash and burn                           | 5:28 |
| 3.  | Something in the deep                    | 6:50 |
| 4.  | Monster                                  | 6:21 |
| 5.  | The alien Messiah                        | 6:50 |
| 6.  | XXV (part 1: Twentyfive good honest man) | 6:08 |
| 7.  | Young God                                | 5:18 |
| 8.  | Sacrifice                                | 4:22 |
| 9.  | Blackwood                                | 2:02 |
| 10. | Violet sky                               | 5:07 |
| 11. | XXV (Part 2: The unmakers awake)         | 6:00 |

### Dvd
De dvd bevat een deel van het concert dat Pallas gaf tijdens het Loreleifestival in 2010.

| Nr. | Titel        | Duur |
| --- | ------------ | ---- |
| 1.  | Falling down |      |
| 2.  | Monster      |      |
| 3.  | Young God    |      |
| 4.  | Violet sky   |      |